# Кучмій Іван Сергійович
Іва́н Сергі́йович Кучмі́й  (нар. 30 квітня 1992 — пом. 14 червня 2014) — солдат 28-ї окремої механізованої бригади Збройних сил України, учасник російсько-української війни.

## Короткий життєпис
Закінчив Богданівську ЗОШ, відслужив строкову службу в ЗСУ.
У часі війни мобілізований березнем 2015-го, номер обслуги, 28-ма окрема механізована бригада.
Загинув 14 червня 2015 року поблизу міста Мар'їнка — пряме влучення міни у бліндаж, смертельне осколкове поранення.
Похований у селі Богданівка 16 червня 2015-го.

## Нагороди
За особисту мужність і героїзм, виявлені у захисті державного суверенітету та територіальної цілісності України, вірність військовій присязі під час російсько-української війни, відзначений — нагороджений
- 13 серпня 2015 року — орденом «За мужність» III ступеня (посмертно).